# Montliot-et-Courcelles
Montliot-et-Courcelles település Franciaországban, Côte-d’Or megyében. Lakosainak száma 292 fő (2022. január 1.). Montliot-et-Courcelles Vannaire, Sainte-Colombe-sur-Seine, Vix, Châtillon-sur-Seine, Étrochey és Massingy községekkel határos.

## Népesség
A település népességének változása:
| Lakosok száma | 253  | 234  | 288  | 291  | 299  | 303  | 303  | 301  | 298  | 292  |
|               | 1968 | 1982 | 1990 | 2006 | 2013 | 2015 | 2017 | 2019 | 2020 | 2022 |